# Enallagma vernale
Enallagma vernale là một loài chuồn chuồn kim trong họ Coenagrionidae.
Enallagma vernale được miêu tả khoa học năm 1943 bởi Gloyd.